# Forensisch psychiatrische afdeling
Een forensisch psychiatrische afdeling (FPA) is in Nederland een afdeling, of een complex van afdelingen, van een psychiatrisch ziekenhuis, waar mensen worden verpleegd die met justitie in aanraking zijn gekomen. Een FPA heeft zich te houden aan justitieel beveiligingsniveau 2 hoog of 2 laag.

## FPA's in Nederland
- FPA Kompas, Pompestichting
- FPA Coornhert, Vught (Reinier van Arkel)
- GGZ Friesland, Franeker
- FPA De Boog, GGNet, Warnsveld
- FPA De Hooge Venne en FPA De Strandwal, GGZ Noord-Holland Noord, Heiloo
- Fivoor, Den Dolder
- GGZ Vincent van Gogh, locatie Venray
- FPA Eikensteim en FPA Beukenrode, Lentis, Dennenoord in het Drentse Zuidlaren
- GGZ Drenthe, De Diepen binnen de FPK Assen
- Stichting Transfore, Deventer en Almelo